# Encephalartos laurentianus
Encephalartos laurentianus De Wild., 1903 è una pianta appartenente alla famiglia delle Zamiaceae, diffusa in un'area al confine tra l'Angola e la Repubblica Democratica del Congo.

## Descrizione
È una cicade a portamento arborescente, con fusto eretto o decombente negli esemplari più vetusti, alto sino a 15 m e con diametro di 60–70 cm.

Le foglie, pennate, disposte a corona all'apice del fusto, sono lunghe 4–7 m, sorrette da un picciolo lungo circa 30–40 cm, e composte da circa 120 paia di foglioline lanceolate, coriacee, lunghe sino a 40 cm, ridotte a spine verso la base del picciolo, con apice acuminato e margine spinoso.

È una specie dioica, con esemplari femminili che presentano da 2 a 4 coni cilindrico-ovoidali, lunghi circa 35–45 cm e larghi circa 20 cm,  con macrosporofilli larghi 3,5 cm, inizialmente di colore verde-giallastro, giallo brillante a maturità, ed esemplari maschili con 2-6 coni, raramente 8, subconici, lunghi circa 17–35 cm e larghi 6–10 cm.

I semi sono grossolanamente ovoidali, lunghi 4–5 cm, ricoperti da un tegumento rosso arancio.

## Distribuzione e habitat
L'areale di questa specie si estende lungo il confine tra la Repubblica Democratica del Congo e l'Angola.
Il suo habitat tipico sono le foreste a galleria lungo il corso del fiume Kwango e i pendii sabbiosi a ridosso del fiume, tra i 450 e i 550 m di altitudine.

## Conservazione
La IUCN Red List classifica E. laurentianus come specie prossima alla minaccia (Near Threatened).
La specie è inserita nella Appendice I della Convention on International Trade of Endangered Species (CITES).